# Křivá
Křivá – wieś, część gminy Dlouhá Loučka, położona w kraju ołomunieckim, w powiecie Ołomuniec, w Czechach.